# Wahlbezirk Trentino-Südtirol (Senato della Repubblica)
Der Wahlbezirk Trentino-Südtirol ist seit 1948 ein Wahlbezirk (circoscrizione elettorale) für den italienischen Senat. Er gehört zur Region Trentino-Südtirol.

## Von 1948 bis 1991

### Wahlkreise
- Trient (1 – Trento)
- Rovereto (2 – Rovereto)
- Pergine Valsugana (3 – Pergine)
- Mezzolombardo (4 – Mezzolombardo)
- Bozen (5 – Bolzano)
- Brixen (6 – Bressanone)

### Wahlergebnisse

#### Wahl 1948
| Listen                   | Listen                        | Stimmen | %    | Mandate |
| ------------------------ | ----------------------------- | ------- | ---- | ------- |
|                          | Democrazia Cristiana          | 179.564 | 52,3 | 4       |
|                          | Südtiroler Volkspartei        | 95.406  | 27,8 | 2       |
|                          | Fronte Democratico Popolare   | 35.467  | 10,3 | –       |
|                          | Partito Repubblicano Italiano | 23.856  | 6,9  | –       |
|                          | Blocco Nazionale              | 6.135   | 1,8  | –       |
|                          | Sonstige                      | 2.932   | 0,9  | –       |
| Gesamt                   | Gesamt                        | 343.360 | 100  | 6       |
|                          |                               |         |      |         |
| Ungültige Stimmen        | Ungültige Stimmen             | 19.125  | 5,3  |         |
| Wähler                   | Wähler                        | 362.485 | 92,6 |         |
| Wahlberechtigte          | Wahlberechtigte               | 391.261 |      |         |
|                          |                               |         |      |         |
| Quelle: Innenministerium |                               |         |      |         |

#### Wahl 1953
| Listen                   | Listen                                  | Stimmen | %    | Mandate |
| ------------------------ | --------------------------------------- | ------- | ---- | ------- |
|                          | Democrazia Cristiana                    | 180.038 | 47,7 | 4       |
|                          | Südtiroler Volkspartei                  | 107.139 | 28,4 | 2       |
|                          | Partito Socialista Italiano             | 31.138  | 8,3  | –       |
|                          | Partito Socialista Democratico Italiano | 24.377  | 6,5  | –       |
|                          | Movimento Sociale Italiano              | 13.695  | 3,6  | –       |
|                          | Partito Comunista Italiano              | 12.689  | 3,4  | –       |
|                          | Partito Nazionale Monarchico            | 5.401   | 1,4  | –       |
|                          | Partito Liberale Italiano               | 2.575   | 0,7  | –       |
| Gesamt                   | Gesamt                                  | 377.052 | 100  | 6       |
|                          |                                         |         |      |         |
| Ungültige Stimmen        | Ungültige Stimmen                       | 18.805  | 4,8  |         |
| Wähler                   | Wähler                                  | 395.857 | 94,6 |         |
| Wahlberechtigte          | Wahlberechtigte                         | 418.286 |      |         |
|                          |                                         |         |      |         |
| Quelle: Innenministerium |                                         |         |      |         |

#### Wahl 1958
| Listen                   | Listen                                  | Stimmen | %    | Mandate |
| ------------------------ | --------------------------------------- | ------- | ---- | ------- |
|                          | Democrazia Cristiana                    | 180.519 | 45,8 | 4       |
|                          | Südtiroler Volkspartei                  | 120.068 | 30,5 | 2       |
|                          | PSI – PSDI – IS                         | 43.191  | 11,0 | –       |
|                          | Movimento Sociale Italiano              | 19.688  | 5,0  | –       |
|                          | Partito Liberale Italiano               | 15.004  | 3,8  | –       |
|                          | Partito Socialista Italiano             | 8.023   | 2,0  | –       |
|                          | Partito Socialista Democratico Italiano | 7.448   | 1,9  | –       |
| Gesamt                   | Gesamt                                  | 393.941 | 100  | 6       |
|                          |                                         |         |      |         |
| Ungültige Stimmen        | Ungültige Stimmen                       | 28.939  | 6,8  |         |
| Wähler                   | Wähler                                  | 422.880 | 95,0 |         |
| Wahlberechtigte          | Wahlberechtigte                         | 445.227 |      |         |
|                          |                                         |         |      |         |
| Quelle: Innenministerium |                                         |         |      |         |

#### Wahl 1963
| Listen                   | Listen                                  | Stimmen | %    | Mandate |
| ------------------------ | --------------------------------------- | ------- | ---- | ------- |
|                          | Democrazia Cristiana                    | 165.625 | 39,9 | 4       |
|                          | Südtiroler Volkspartei                  | 112.023 | 27,0 | 2       |
|                          | Partito Socialista Italiano             | 52.979  | 12,8 | 1       |
|                          | Partito Liberale Italiano               | 26.870  | 6,5  | –       |
|                          | Partito Socialista Democratico Italiano | 24.106  | 5,8  | –       |
|                          | Sinistra Indipendente                   | 15.224  | 3,7  | –       |
|                          | Movimento Sociale Italiano              | 14.154  | 3,4  | –       |
|                          | Partito Comunista Italiano              | 3.835   | 0,9  | –       |
| Gesamt                   | Gesamt                                  | 414.816 | 100  | 7       |
|                          |                                         |         |      |         |
| Ungültige Stimmen        | Ungültige Stimmen                       | 22.473  | 5,1  |         |
| Wähler                   | Wähler                                  | 437.289 | 94,3 |         |
| Wahlberechtigte          | Wahlberechtigte                         | 463.956 |      |         |
|                          |                                         |         |      |         |
| Quelle: Innenministerium |                                         |         |      |         |

#### Wahl 1968
| Listen                   | Listen                                    | Stimmen | %    | Mandate |
| ------------------------ | ----------------------------------------- | ------- | ---- | ------- |
|                          | Democrazia Cristiana                      | 171.856 | 39,3 | 4       |
|                          | Südtiroler Volkspartei                    | 131.071 | 29,9 | 2       |
|                          | Partito Socialista Unificato (PSI – PSDI) | 59.053  | 13,5 | 1       |
|                          | PCI – PSIUP                               | 34.195  | 7,8  | –       |
|                          | Partito Liberale Italiano                 | 19.429  | 4,4  | –       |
|                          | Movimento Sociale Italiano                | 13.060  | 3,0  | –       |
|                          | Soziale Fortschrittspartei Südtirols      | 5.870   | 1,3  | –       |
|                          | Partito Repubblicano Italiano             | 3.255   | 0,7  | –       |
| Gesamt                   | Gesamt                                    | 437.789 | 100  | 7       |
|                          |                                           |         |      |         |
| Ungültige Stimmen        | Ungültige Stimmen                         | 23.321  | 5,1  |         |
| Wähler                   | Wähler                                    | 461.110 | 94,6 |         |
| Wahlberechtigte          | Wahlberechtigte                           | 487.485 |      |         |
|                          |                                           |         |      |         |
| Quelle: Innenministerium |                                           |         |      |         |

#### Wahl 1972
| Listen                   | Listen                                        | Stimmen | %    | Mandate |
| ------------------------ | --------------------------------------------- | ------- | ---- | ------- |
|                          | Democrazia Cristiana                          | 185.853 | 40,9 | 5       |
|                          | SVP – PPTT                                    | 113.452 | 24,9 | 2       |
|                          | Partito Socialista Italiano                   | 37.957  | 8,3  | –       |
|                          | PCI – PSIUP                                   | 35.956  | 7,9  | –       |
|                          | Sozialdemokratische Partei Südtirols          | 28.735  | 6,3  | –       |
|                          | Partito Socialista Democratico Italiano       | 20.615  | 4,5  | –       |
|                          | Movimento Sociale Italiano – Destra Nazionale | 16.937  | 3,7  | –       |
|                          | Partito Liberale Italiano                     | 8.230   | 1,8  | –       |
|                          | Partito Repubblicano Italiano                 | 7.213   | 1,6  | –       |
| Gesamt                   | Gesamt                                        | 454.948 | 100  | 7       |
|                          |                                               |         |      |         |
| Ungültige Stimmen        | Ungültige Stimmen                             | 24.094  | 5,0  |         |
| Wähler                   | Wähler                                        | 479.042 | 94,8 |         |
| Wahlberechtigte          | Wahlberechtigte                               | 505.440 |      |         |
|                          |                                               |         |      |         |
| Quelle: Innenministerium |                                               |         |      |         |

#### Wahl 1976
| Listen                   | Listen                                        | Stimmen | %    | Mandate |
| ------------------------ | --------------------------------------------- | ------- | ---- | ------- |
|                          | Democrazia Cristiana                          | 168.519 | 35,5 | 3       |
|                          | Südtiroler Volkspartei                        | 158.584 | 33,4 | 2       |
|                          | Partito Comunista Italiano                    | 60.829  | 12,8 | 1       |
|                          | Partito Socialista Italiano                   | 43.843  | 9,2  | 1       |
|                          | PLI – PRI – PSDI                              | 23.443  | 4,9  | –       |
|                          | Movimento Sociale Italiano – Destra Nazionale | 12.624  | 2,7  | –       |
|                          | Sozialdemokratische Partei Südtirols          | 7.193   | 1,5  | –       |
| Gesamt                   | Gesamt                                        | 475.035 | 100  | 7       |
|                          |                                               |         |      |         |
| Ungültige Stimmen        | Ungültige Stimmen                             | 20.036  | 4,0  |         |
| Wähler                   | Wähler                                        | 495.071 | 94,7 |         |
| Wahlberechtigte          | Wahlberechtigte                               | 522.521 |      |         |
|                          |                                               |         |      |         |
| Quelle: Innenministerium |                                               |         |      |         |

#### Wahl 1979
| Listen                   | Listen                                        | Stimmen | %    | Mandate |
| ------------------------ | --------------------------------------------- | ------- | ---- | ------- |
|                          | Südtiroler Volkspartei                        | 172.582 | 35,9 | 3       |
|                          | Democrazia Cristiana                          | 160.634 | 33,4 | 3       |
|                          | Partito Comunista Italiano                    | 55.372  | 11,5 | 1       |
|                          | Partito Socialista Italiano                   | 32.960  | 6,9  | –       |
|                          | Partito Radicale                              | 15.897  | 3,3  | –       |
|                          | Partito Socialista Democratico Italiano       | 14.281  | 3,0  | –       |
|                          | Movimento Sociale Italiano – Destra Nazionale | 11.706  | 2,4  | –       |
|                          | PRI – SFP                                     | 9.115   | 1,9  | –       |
|                          | Partito Liberale Italiano                     | 6.581   | 1,4  | –       |
|                          | Costituente di Destra – Democrazia Nazionale  | 1.537   | 0,3  | –       |
| Gesamt                   | Gesamt                                        | 480.665 | 100  | 7       |
|                          |                                               |         |      |         |
| Ungültige Stimmen        | Ungültige Stimmen                             | 23.004  | 4,6  |         |
| Wähler                   | Wähler                                        | 503.669 | 93,0 |         |
| Wahlberechtigte          | Wahlberechtigte                               | 541.714 |      |         |
|                          |                                               |         |      |         |
| Quelle: Innenministerium |                                               |         |      |         |

#### Wahl 1983
| Listen                   | Listen                                        | Stimmen | %    | Mandate |
| ------------------------ | --------------------------------------------- | ------- | ---- | ------- |
|                          | Südtiroler Volkspartei                        | 157.444 | 33,7 | 3       |
|                          | Democrazia Cristiana                          | 138.598 | 29,6 | 3       |
|                          | Partito Comunista Italiano                    | 54.003  | 11,5 | 1       |
|                          | Partito Socialista Italiano                   | 33.626  | 7,2  | –       |
|                          | Partito Repubblicano Italiano                 | 22.380  | 4,8  | –       |
|                          | Partito Popolare Trentino Tirolese            | 17.354  | 3,7  | –       |
|                          | Movimento Sociale Italiano – Destra Nazionale | 15.132  | 3,2  | –       |
|                          | Partito Socialista Democratico Italiano       | 11.369  | 2,4  | –       |
|                          | Partito Radicale                              | 9.281   | 2,0  | –       |
|                          | Partito Liberale Italiano                     | 7.642   | 1,6  | –       |
|                          | Lista per Trieste                             | 952     | 0,2  | –       |
| Gesamt                   | Gesamt                                        | 467.781 | 100  | 7       |
|                          |                                               |         |      |         |
| Ungültige Stimmen        | Ungültige Stimmen                             | 42.332  | 8,3  |         |
| Wähler                   | Wähler                                        | 510.113 | 90,8 |         |
| Wahlberechtigte          | Wahlberechtigte                               | 561.782 |      |         |
|                          |                                               |         |      |         |
| Quelle: Innenministerium |                                               |         |      |         |

#### Wahl 1987
| Listen                   | Listen                                        | Stimmen | %    | Mandate |
| ------------------------ | --------------------------------------------- | ------- | ---- | ------- |
|                          | Südtiroler Volkspartei                        | 171.539 | 34,4 | 2       |
|                          | Democrazia Cristiana                          | 140.744 | 28,2 | 3       |
|                          | PSI – PSDI – PR – Verdi                       | 58.501  | 11,7 | 1       |
|                          | Partito Comunista Italiano                    | 45.770  | 9,2  | 1       |
|                          | Movimento Sociale Italiano – Destra Nazionale | 37.571  | 7,5  | –       |
|                          | Partito Repubblicano Italiano                 | 14.611  | 2,9  | –       |
|                          | Democrazia Proletaria                         | 9.414   | 1,9  | –       |
|                          | Wahlverband des Heimatbundes                  | 8.551   | 1,7  | –       |
|                          | Partito Liberale Italiano                     | 6.001   | 1,2  | –       |
|                          | Liga Veneta – Pensionati Uniti                | 4.779   | 1,0  | –       |
|                          | Alleanza Popolare Pensionati                  | 846     | 0,2  | –       |
| Gesamt                   | Gesamt                                        | 498.327 | 100  | 7       |
|                          |                                               |         |      |         |
| Ungültige Stimmen        | Ungültige Stimmen                             | 35.276  | 6,6  |         |
| Wähler                   | Wähler                                        | 533.603 | 91,0 |         |
| Wahlberechtigte          | Wahlberechtigte                               | 586.295 |      |         |
|                          |                                               |         |      |         |
| Quelle: Innenministerium |                                               |         |      |         |

## Seit 1991

### Wahlkreise
| Wahlkreis         | Nummerierung          | Nummerierung          | Nummerierung                      | Nummerierung                      |
| Wahlkreis         | Von 1991 bis 1993     | Von 1993 bis 2017     | Von 2017 bis 2020                 | Seit 2020                         |
| ----------------- | --------------------- | --------------------- | --------------------------------- | --------------------------------- |
| Bozen             | 4 – Bolzano           | 1 – Bolzano           | Trentino-Alto Adige/Südtirol – 01 | Trentino-Alto Adige/Südtirol – 04 |
| Brixen            | 6 – Bressanone        | 3 – Bressanone        | Trentino-Alto Adige/Südtirol – 03 | Trentino-Alto Adige/Südtirol – 06 |
| Meran             | 5 – Merano            | 2 – Merano            | Trentino-Alto Adige/Südtirol – 02 | Trentino-Alto Adige/Südtirol – 05 |
| Pergine Valsugana | 3 – Pergine Valsugana | 6 – Pergine Valsugana | Trentino-Alto Adige/Südtirol – 06 | Trentino-Alto Adige/Südtirol – 03 |
| Rovereto          | 2 – Rovereto          | 5 – Rovereto          | Trentino-Alto Adige/Südtirol – 05 | Trentino-Alto Adige/Südtirol – 02 |
| Trient            | 1 – Trento            | 4 – Trento            | Trentino-Alto Adige/Südtirol – 04 | Trentino-Alto Adige/Südtirol – 01 |

### Wahlergebnisse

#### Wahl 1992
| Listen                   | Listen                                        | Stimmen | %    | Mandate |
| ------------------------ | --------------------------------------------- | ------- | ---- | ------- |
|                          | Südtiroler Volkspartei                        | 168.113 | 31,6 | 3       |
|                          | Democrazia Cristiana                          | 121.305 | 22,8 | 2       |
|                          | Lega Nord                                     | 47.431  | 8,9  | 1       |
|                          | Partito Socialista Italiano                   | 45.143  | 8,5  | 1       |
|                          | Federazione dei Verdi                         | 39.546  | 7,4  | –       |
|                          | Senza Confini (PDS – PRC – La Rete – PR)      | 36.115  | 6,8  | –       |
|                          | Movimento Sociale Italiano – Destra Nazionale | 31.147  | 5,9  | –       |
|                          | Partito Repubblicano Italiano                 | 19.124  | 3,6  | –       |
|                          | Federalismo – Pensionati Uomini Vivi          | 13.334  | 2,5  | –       |
|                          | Partito Liberale Italiano                     | 11.146  | 2,1  | –       |
| Gesamt                   | Gesamt                                        | 532.404 | 100  | 7       |
|                          |                                               |         |      |         |
| Ungültige Stimmen        | Ungültige Stimmen                             | 39.288  | 6,9  |         |
| Wähler                   | Wähler                                        | 571.692 | 91,0 |         |
| Wahlberechtigte          | Wahlberechtigte                               | 628.385 |      |         |
|                          |                                               |         |      |         |
| Quelle: Innenministerium |                                               |         |      |         |

#### Wahl 1994
| Listen                   | Listen                                                                | Stimmen | %    | Mandate |
| ------------------------ | --------------------------------------------------------------------- | ------- | ---- | ------- |
|                          | Südtiroler Volkspartei                                                | 217.137 | 40,2 | 3       |
|                          | Polo delle Libertà                                                    | 107.656 | 20,0 | 3       |
|                          | Patto per l’Italia                                                    | 61.259  | 11,4 | 1       |
|                          | Alleanza dei Progressisti                                             | 59.246  | 11,0 | –       |
|                          | Alleanza Nazionale                                                    | 53.389  | 9,9  | –       |
|                          | Autonomia Democratica (PDS – FdV – PSI – PPI – PRI – PSDI – Sonstige) | 34.590  | 6,4  | –       |
|                          | Partito della Legge Naturale                                          | 6.278   | 1,2  | –       |
| Gesamt                   | Gesamt                                                                | 539.555 | 100  | 7       |
|                          |                                                                       |         |      |         |
| Ungültige Stimmen        | Ungültige Stimmen                                                     | 42.875  | 7,4  |         |
| Wähler                   | Wähler                                                                | 582.430 | 90,0 |         |
| Wahlberechtigte          | Wahlberechtigte                                                       | 647.118 |      |         |
|                          |                                                                       |         |      |         |
| Quelle: Innenministerium |                                                                       |         |      |         |

#### Wahl 1996
| Listen                   | Listen                       | Stimmen | %    | Mandate |
| ------------------------ | ---------------------------- | ------- | ---- | ------- |
|                          | L’Abete (SVP – PATT)         | 178.425 | 33,4 | 2       |
|                          | L’Ulivo                      | 143.788 | 26,9 | 2       |
|                          | Polo per le Libertà          | 126.999 | 23,8 | 3       |
|                          | Lega Nord                    | 59.619  | 11,2 | –       |
|                          | Union für Südtirol           | 19.330  | 3,6  | –       |
|                          | Partito della Legge Naturale | 5.842   | 1,1  | –       |
| Gesamt                   | Gesamt                       | 534.003 | 100  | 7       |
|                          |                              |         |      |         |
| Ungültige Stimmen        | Ungültige Stimmen            | 44.103  | 7,6  |         |
| Wähler                   | Wähler                       | 578.106 | 86,8 |         |
| Wahlberechtigte          | Wahlberechtigte              | 666.005 |      |         |
|                          |                              |         |      |         |
| Quelle: Innenministerium |                              |         |      |         |

#### Wahl 2001
| Listen                   | Listen                               | Stimmen | %    | Mandate |
| ------------------------ | ------------------------------------ | ------- | ---- | ------- |
|                          | L’Ulivo – Südtiroler Volkspartei     | 175.635 | 31,9 | 3       |
|                          | Casa delle Libertà                   | 170.029 | 30,9 | 2       |
|                          | Südtiroler Volkspartei               | 126.177 | 22,9 | 2       |
|                          | Italia dei Valori                    | 26.603  | 4,8  | –       |
|                          | L’Ulivo                              | 18.312  | 3,3  | –       |
|                          | Partito della Rifondazione Comunista | 16.326  | 3,0  | –       |
|                          | Lista Emma Bonino                    | 12.294  | 2,2  | –       |
|                          | Die Freiheitlichen                   | 5.354   | 1,0  | –       |
| Gesamt                   | Gesamt                               | 550.730 | 100  | 7       |
|                          |                                      |         |      |         |
| Ungültige Stimmen        | Ungültige Stimmen                    | 43.514  | 7,3  |         |
| Wähler                   | Wähler                               | 594.244 | 84,5 |         |
| Wahlberechtigte          | Wahlberechtigte                      | 703.297 |      |         |
|                          |                                      |         |      |         |
| Quelle: Innenministerium |                                      |         |      |         |

#### Wahl 2006
| Listen                                               | Listen                            | Stimmen | %    | Mandate |
| ---------------------------------------------------- | --------------------------------- | ------- | ---- | ------- |
|                                                      | L’Unione – Südtiroler Volkspartei | 198.156 | 34,5 | 3       |
|                                                      | Casa delle Libertà                | 175.139 | 30,5 | 2       |
|                                                      | Südtiroler Volkspartei            | 117.495 | 20,5 | 2       |
|                                                      | L’Unione                          | 27.628  | 4,8  | –       |
|                                                      | Die Freiheitlichen                | 16.765  | 2,9  | –       |
|                                                      | Partito Pensionati                | 16.381  | 2,9  | –       |
|                                                      | Fiamma Tricolore                  | 14.819  | 2,6  | –       |
|                                                      | Unione Popolare Autonomista       | 7.327   | 1,3  | –       |
| Gesamt                                               | Gesamt                            | 573.710 | 100  | 7       |
|                                                      |                                   |         |      |         |
| Ungültige Stimmen                                    | Ungültige Stimmen                 | 29.135  | 4,8  |         |
| Wähler                                               | Wähler                            | 602.845 | 87,8 |         |
| Wahlberechtigte                                      | Wahlberechtigte                   | 686.894 |      |         |
|                                                      |                                   |         |      |         |
| Quelle: Innenministerium (Zusammenfassung berechnet) |                                   |         |      |         |

#### Wahl 2008
| Listen                                               | Listen                                            | Stimmen | %    | Mandate |
| ---------------------------------------------------- | ------------------------------------------------- | ------- | ---- | ------- |
|                                                      | Il Popolo della Libertà                           | 156.126 | 28,2 | 3       |
|                                                      | Südtiroler Volkspartei – Insieme per le Autonomie | 153.721 | 27,8 | 2       |
|                                                      | Südtiroler Volkspartei                            | 98.948  | 17,9 | 2       |
|                                                      | La Sinistra l’Arcobaleno                          | 39.957  | 7,2  | –       |
|                                                      | Unione di Centro                                  | 32.511  | 5,9  | –       |
|                                                      | Die Freiheitlichen                                | 24.772  | 4,5  | –       |
|                                                      | Partito Democratico                               | 19.253  | 3,5  | –       |
|                                                      | La Destra – Fiamma Tricolore                      | 16.462  | 3,0  | –       |
|                                                      | Union für Südtirol                                | 11.820  | 2,1  | –       |
|                                                      | Partito Socialista Italiano                       | 369     | 0,1  | –       |
| Gesamt                                               | Gesamt                                            | 553.939 | 100  | 7       |
|                                                      |                                                   |         |      |         |
| Ungültige Stimmen                                    | Ungültige Stimmen                                 | 32.002  | 5,5  |         |
| Wähler                                               | Wähler                                            | 585.941 | 84,4 |         |
| Wahlberechtigte                                      | Wahlberechtigte                                   | 693.965 |      |         |
|                                                      |                                                   |         |      |         |
| Quelle: Innenministerium (Zusammenfassung berechnet) |                                                   |         |      |         |

#### Wahl 2013
| Listen                                               | Listen                                       | Stimmen | %    | Mandate |
| ---------------------------------------------------- | -------------------------------------------- | ------- | ---- | ------- |
|                                                      | SVP – PATT – PD – UpT                        | 127.655 | 23,4 | 3       |
|                                                      | Südtiroler Volkspartei                       | 97.141  | 17,8 | 2       |
|                                                      | Il Popolo della Libertà – Lega Nord          | 85.297  | 15,7 | 1       |
|                                                      | Movimento 5 Stelle                           | 82.499  | 15,1 | –       |
|                                                      | Partito Democratico – Südtiroler Volkspartei | 47.623  | 8,7  | 1       |
|                                                      | Die Freiheitlichen                           | 42.084  | 7,7  | –       |
|                                                      | Verdi Grüne Vërc                             | 12.808  | 2,4  | –       |
|                                                      | Rivoluzione Civile                           | 11.262  | 2,1  | –       |
|                                                      | Partito Democratico                          | 8.797   | 1,6  | –       |
|                                                      | Fare per Fermare il Declino                  | 8.795   | 1,6  | –       |
|                                                      | Scelta Civica                                | 7.646   | 1,4  | –       |
|                                                      | L’Alto Adige nel Cuore                       | 4.672   | 0,9  | –       |
|                                                      | Moderati in Rivoluzione                      | 3.414   | 0,6  | –       |
|                                                      | Fratelli d’Italia                            | 2.365   | 0,4  | –       |
|                                                      | La Destra                                    | 1.181   | 0,2  | –       |
|                                                      | CasaPound Italia                             | 1.159   | 0,2  | –       |
|                                                      | Partito per Tutti                            | 426     | 0,1  | –       |
| Gesamt                                               | Gesamt                                       | 544.824 | 100  | 7       |
|                                                      |                                              |         |      |         |
| Ungültige Stimmen                                    | Ungültige Stimmen                            | 30.451  | 5,3  |         |
| Wähler                                               | Wähler                                       | 575.275 | 81,3 |         |
| Wahlberechtigte                                      | Wahlberechtigte                              | 707.666 |      |         |
|                                                      |                                              |         |      |         |
| Quelle: Innenministerium (Zusammenfassung berechnet) |                                              |         |      |         |

#### Wahl 2018
| Listen                   | Listen                   | Proporzwahl | Proporzwahl | Proporzwahl | Majorzwahl | Majorzwahl | Majorzwahl | Mandate Gesamt |
| Listen                   | Listen                   | Stimmen     | %           | Mandate     | Stimmen    | %          | Mandate    | Mandate Gesamt |
| ------------------------ | ------------------------ | ----------- | ----------- | ----------- | ---------- | ---------- | ---------- | -------------- |
|                          | SVP – PATT               | 128.282     | 25,1        | 1           | 226.766    | 44,4       | 3          | 4              |
| Partito Democratico      | 75.001                   | 14,7        | –           |             | 226.766    | 44,4       | 3          | 4              |
| +Europa                  | 12.023                   | 2,4         | –           |             | 226.766    | 44,4       | 3          | 4              |
| Civica Popolare          | 7.222                    | 1,4         | –           |             | 226.766    | 44,4       | 3          | 4              |
| Italia Europa Insieme    | 4.238                    | 0,8         | –           |             | 226.766    | 44,4       | 3          | 4              |
|                          | Lega                     | 98.122      | 19,2        | –           | 151.213    | 29,6       | 3          | 3              |
| Forza Italia             | 36.662                   | 7,2         | –           |             | 151.213    | 29,6       | 3          | 3              |
| Fratelli d’Italia        | 13.612                   | 2,7         | –           |             | 151.213    | 29,6       | 3          | 3              |
| Noi con l’Italia – UDC   | 2.817                    | 0,6         | –           |             | 151.213    | 29,6       | 3          | 3              |
|                          | Movimento 5 Stelle       | 98.599      | 19,3        | –           | 98.599     | 19,3       | –          | –              |
|                          | Liberi e Uguali          | 18.666      | 3,7         | –           | 18.666     | 3,7        | –          | –              |
|                          | CasaPound Italia         | 5.953       | 1,2         | –           | 5.953      | 1,2        | –          | –              |
|                          | Potere al Popolo!        | 5.266       | 1,0         | –           | 5.266      | 1,0        | –          | –              |
|                          | Il Popolo della Famiglia | 4.808       | 0,9         | –           | 4.808      | 0,9        | –          | –              |
| Gesamt                   | Gesamt                   | 511.271     | 100         | 1           | 511.271    | 100        | 6          | 7              |
|                          |                          |             |             |             |            |            |            |                |
| Ungültige Stimmen        | Ungültige Stimmen        | 32.210      | –           |             |            |            |            |                |
| Wähler                   | Wähler                   | 543.481     | 75,1        |             |            |            |            |                |
| Wahlberechtigte          | Wahlberechtigte          | 724.073     |             |             |            |            |            |                |
|                          |                          |             |             |             |            |            |            |                |
| Quelle: Innenministerium |                          |             |             |             |            |            |            |                |

#### Wahl 2022
| Listen                                               | Listen                                                                                | Stimmen | %    | Mandate |
| ---------------------------------------------------- | ------------------------------------------------------------------------------------- | ------- | ---- | ------- |
|                                                      | Lega – Fratelli d’Italia – Forza Italia – Noi Moderati                                | 137.015 | 27,2 | 2       |
|                                                      | Südtiroler Volkspartei – Partito Autonomista Trentino Tirolese                        | 116.003 | 23,1 | 2       |
|                                                      | Alleanza Democratica per l’Autonomia (PD-IDP – AVS – +Europa – Azione/IV – Campobase) | 100.602 | 20,0 | 1       |
|                                                      | Movimento 5 Stelle                                                                    | 28.355  | 5,6  | –       |
|                                                      | Democrazia Ambiente Futuro (PD-IDP – AVS – +Europa)                                   | 21.894  | 4,4  | 1       |
|                                                      | Vita                                                                                  | 17.876  | 3,6  | –       |
|                                                      | Alleanza Verdi e Sinistra                                                             | 17.574  | 3,5  | –       |
|                                                      | Italia Sovrana e Popolare                                                             | 15.252  | 3,0  | –       |
|                                                      | Die Freiheitlichen                                                                    | 14.479  | 2,9  | –       |
|                                                      | Team K                                                                                | 11.157  | 2,2  | –       |
|                                                      | Partito Democratico – Italia Democratica e Progressista                               | 9.612   | 1,9  | –       |
|                                                      | Azione – Italia Viva                                                                  | 6.782   | 1,3  | –       |
|                                                      | Unione Popolare                                                                       | 6.353   | 1,3  | –       |
| Gesamt                                               | Gesamt                                                                                | 502.954 | 100  | 6       |
|                                                      |                                                                                       |         |      |         |
| Ungültige Stimmen                                    | Ungültige Stimmen                                                                     | 32.625  | 6,1  |         |
| Wähler                                               | Wähler                                                                                | 535.579 | 66,0 |         |
| Wahlberechtigte                                      | Wahlberechtigte                                                                       | 811.006 |      |         |
|                                                      |                                                                                       |         |      |         |
| Quelle: Innenministerium (Zusammenfassung berechnet) |                                                                                       |         |      |         |